# حبيل ضرمان (حالمين)

تعديل مصدري - تعديل

حبيل ضرمان هي إحدى قرى عزلة حبيل الريدة بمديرية حالمين التابعة لمحافظة لحج، بلغ تعداد سكانها 53 نسمة حسب تعداد اليمن لعام 2004.